# علیرضا طلوع‌کیان
علیرضا طلوع‌کیان مربی، آنالیزور و مدرس والیبال اهل ایران است. طلوع کیان به عنوان کمک مربی و آنالیزور در باشگاه‌های صنام، پیکان، باریج اسانس، کاله، سایپا و متین ورامین فعالیت داشته‌ و در رده ملی نیز در تیم‌های ملی زیر ۲۳، ۲۱ و ۱۹ دستیار سرمربی بوده‌است. وی در اولین تجربه سرمربیگری خود هدایت دو تیم خاتم اردکان و پیکان تهران را به مدت نیم فصل بر عهده داشت. طلوع کیان در سال ۱۴۰۰ با درخواست بهروز عطایی به عنوان کمک مربی اول در تیم ملی والیبال ایران انتخاب شد.